# Jeździectwo na Letnich Igrzyskach Olimpijskich 1912 – WKKW drużynowo
Drużynowy wszechstronny konkurs konia wierzchowego (WKKW) był jedną z pięciu konkurencji jeździeckich rozgrywanych podczas V Letnich Igrzysk Olimpijskich w Sztokholmie w 1912 roku. Zawody odbyły się od 13 lipca do 17 lipca. Zwyciężył reprezentacja Szwecji.
Oficjalną nazwą tej konkurencji był Drużynowy Wojskowy Konkurs Jeździecki. Konkurs obejmował pięć konkurencji jeździeckich. Dwie pierwsze zostały rozegrane 13 lipca, kolejne trzy w dniach 15 - 17 lipca, po jednej dziennie. Każda z reprezentacji mogła wystawić maksymalnie czterech jeźdźców. Jeźdźcy podczas startu nie mogli dokonać zmiany konia. Za każdą z konkurencji można było otrzymać 10 punktów. Wynik łączny był sumą wyników trzech najlepszych reprezentantów kraju w rywalizacji indywidualnej. Z siedmiu reprezentacji startujących w tej konkurencji, ukończyło ją jedynie cztery.

## Wyniki
| Miejsce                                  | Reprezentacja        | Zawodnik i koń                               | Miejsce ind. | Zdobyte punkty | Razem  |
| ---------------------------------------- | -------------------- | -------------------------------------------- | ------------ | -------------- | ------ |
|                                          | Szwecja              | Axel Nordlander na koniu Lady Artist         | 1.           | 46,59          | 139,06 |
| Nils Adlercreutz na koniu Atout          | Szwecja              | 4.                                           | 46,31        |                | 139,06 |
| Ernst Casparsson na koniu Irmelin        | Szwecja              | 5.                                           | 46,16        |                | 139,06 |
| Henric Horn af Åminne na koniu Omen      | Szwecja              | 10.                                          | 45,85        |                | 139,06 |
|                                          | Cesarstwo Niemieckie | Friedrich von Rochow na koniu Idealist       | 2.           | 46,42          | 138,48 |
| Richard von Schaesberg na koniu Grundsee | Cesarstwo Niemieckie | 5.                                           | 46,16        |                | 138,48 |
| Eduard von Lütcken na koniu Blue Boy     | Cesarstwo Niemieckie | 8.                                           | 45,90        |                | 138,48 |
| Carl von Moers na koniu May-Queen        | Cesarstwo Niemieckie | 15.                                          | 44,13        |                | 138,48 |
|                                          | Stany Zjednoczone    | Benjamin Lear na koniu Poppy                 | 7.           | 45,91          | 137,33 |
| John Montgomery na koniu Deceive         | Stany Zjednoczone    | 9.                                           | 45,88        |                | 137,33 |
| Guy Henry na koniu Chiswell              | Stany Zjednoczone    | 11.                                          | 45,54        |                | 137,33 |
| Ephraim Graham na koniu Connie           | Stany Zjednoczone    | 12.                                          | 45,30        |                | 137,33 |
| 4.                                       | Francja              | Jacques Cariou na koniu Cocotte              | 3.           | 46,32          | 136,77 |
| 4.                                       | Francja              | Bernard Meyer na koniu Allons-y              | 12.          | 45,30          | 136,77 |
| 4.                                       | Francja              | Albert Seigner na koniu Dignité              | 14.          | 45,15          | 136,77 |
| 4.                                       | Francja              | Pierre Dufour d'Astafort na koniu Castibalza | -            | DNF            | 136,77 |
| -                                        | Belgia               | Paul Covert na koniu La Sioute               | -            | DNF            | -      |
| -                                        | Belgia               | Gaston de Trannoy na koniu Capricieux        | -            | DNF            | -      |
| -                                        | Belgia               | Emmanuel de Blommaert na koniu Clonmore      | -            | DNF            | -      |
| -                                        | Belgia               | Guy Reyntiens na koniu Beau Soleil           | -            | DNF            | -      |
| -                                        | Dania                | Frode Kirkebjerg na koniu Dibbe-Lippe        | -            | DNF            | -      |
| -                                        | Dania                | Carl Adolph Kraft na koniu Gorm              | -            | DNF            | -      |
| -                                        | Dania                | Carl Høst Saunte na koniu Streg              | -            | DNF            | -      |
| -                                        | Wielka Brytania      | Edward Radcliffe-Nash na koniu The Flea      | -            | DNF            | -      |
| -                                        | Wielka Brytania      | Paul Kenna na koniu Harmony                  | -            | DNF            | -      |
| -                                        | Wielka Brytania      | Bryan Lawrence na koniu Patrick              | -            | DNF            | -      |
| -                                        | Wielka Brytania      | Herbert Scott na koniu Wisper II             | -            | DNF            | -      |